# You're Only Lonely
You're Only Lonely es el tercer álbum de estudio del músico estadounidense J. D. Souther. Fue publicado en 1979 por Columbia Records. La canción que da nombre al álbum fue publicada en noviembre de 1979 como sencillo principal y alcanzó la posición #7 en los Estados Unidos.

## Recepción de la crítica
En su reseña retrospectiva para Allmusic, el crítico William Ruhlmann le dio al álbum una calificación de 4 estrellas, destacando «White Rhythm and Blues», así como la versión en solitario de la canción de Souther–Hillman–Furay Band «Trouble in Paradise». Un escritor no especificado de la revista Billboard describe You're Only Lonely como “una colección predominantemente suave y atmosférica de melodías”, y añadió: “La forma de tocar la guitarra de Souther pasa a un segundo plano frente a su escritura, y muchas de las melodías que se encuentran aquí se encuentran entre sus mejores. Su voz, aunque parece un poco frágil, es sin embargo muy adecuada para su interpretación. Souther también es lo suficientemente inteligente como para asegurarse de que los arreglos y la intensidad del material no lo dominen”. Un escritor no especificado de la revista Record World escribió: “Souther es una de las principales estancias de la colonia musical de Los Ángeles y aquí recurre a amigos como Phil Everly, John Sebastian y Torn Scott para una colección melódica ligera en la vena del country rock con algo de puro rock 'n' roll por si acaso”. Un escritor no especificado de la revista Cash Box escribió: “Souther es famoso por escribir clásicos de Linda Ronstadt como «Prisoner in Disguise» y «Faithless Love». Sin embargo, es un gran solista por derecho propio. En You're Only Lonely, Souther reafirma su posición como uno de los pilares de la sociedad rockera del sur de California”.
Por otro lado, en su reseña inicial para You're Only Lonely, el crítico de la revista Rolling Stone, Paul Nelson, le dio una reseña negativa al álbum, llamándolo “—en el mejor de los casos—de interés limítrofe”. Nelson añadió: “Echa un vistazo rápido y escucha atentamente su tercer disco, You're Only Lonely, y te darás cuenta de que este San Valentín muy mimado y sin gracia lleva su corazón en la manga solo para poder verlo reflejado en el espejo. [...] Es una lástima, porque Souther no carece de talento. Su debut álbum, John David Souther (1972), fue tristemente subestimado, uno
de los mejores del año, y se ha mantenido muy bien. Está lleno de buenas canciones y emociones genuinas. [...] En You're Only Lonely, la pretensión y el engreimiento del artista lo hunden como una piedra. [...] Es tan perezoso que con demasiada frecuencia sus canciones tienen problemas para mantener incluso las poses más cliché, porque su creador no se molesta en proporcionar la convicción necesaria, y mucho menos en absoluto. [...] El canto vanidoso en melodías como «The Last in Love» es lo suficientemente vergonzoso, pero cuando Souther realmente intenta hacer rock & roll en el lado dos, es hora de guardar este disco y parar. Ahora mismo”.

## Lista de canciones
Todas las canciones escritas y compuestas por J. D. Souther, excepto donde esta anotado. 
| Lado uno |                             |                     |          |  |
| N.º      | Título                      | Escritor(es)        | Duración |  |
| 1.       | «You're Only Lonely»        |                     | 3:48     |  |
| 2.       | «If You Don't Want My Love» |                     | 4:22     |  |
| 3.       | «The Last in Love»          | Glenn Frey, Souther | 3:40     |  |
| 4.       | «White Rhythm and Blues»    |                     | 4:39     |  |

| Lado dos |                             |                                                                                    |          |  |
| N.º      | Título                      | Escritor(es)                                                                       | Duración |  |
| 1.       | «'Til the Bars Burn Down»   |                                                                                    | 4:43     |  |
| 2.       | «The Moon Just Turned Blue» |                                                                                    | 2:08     |  |
| 3.       | «Songs of Love»             |                                                                                    | 4:19     |  |
| 4.       | «Fifteen Bucks»             | Kenny Edwards, Don Grolnick, Danny Kortchmar, Rick Marotta, Souther, Waddy Wachtel | 3:24     |  |
| 5.       | «Trouble in Paradise»       |                                                                                    | 4:26     |  |

## Créditos y personal
Créditos adaptados desde las notas de álbum de You're Only Lonely.
Músicos
- Waddy Wachtel – guitarra, coros
- J. D. Souther – guitarra, voz principal y coros
- Don Grolnick – piano
- Kenny Edwards – guitarra bajo, coros
- Rick Marotta – batería

Músicos adicionales
- Danny Kortchmar – guitarra
- David Sanborn – saxofón alto
- Dan Dugmore – guitarra, steel guitar
- Jorge Calderón – coros
- Phil Everly – coros (1, 4)
- Peter Asher – coros
- Hayden Gregg – coros
- Glenn Frey – coros
- Don Henley – coros
- Jackson Browne – coros (1)
- Jai Winding – órgano (2)
- Mike Botts – batería (2)
- Don Felder – guitarra rítmica (2)
- Fred Tackett – guitarra acústica (7)
- John Sebastian – arpa (4)
- Tom Scott – saxofón tenor (9)

Personal técnico
- J. D. Souther – productor, arreglos
- Waddy Wachtel – arreglos
- Lee Herschberg – grabación
- Loyd Clift – ingeniero adicional
- Andrea Farber – asistente de estudio
- Jon Chesler – asistente de estudio

Diseño
- Jimmy Wachtel – director artístico
- Jim Shea – fotografía de portada
- Irving Azoff – dirección

## Posicionamiento
| Gráfica (1979)                 | Pico de posición |
| ------------------------------ | ---------------- |
| Australia (Kent Music Report)  | 65               |
| Canadá (RPM Top Albums/CDs)    | 68               |
| Estados Unidos (Billboard 200) | 41               |